# Africactenus monitor
Africactenus monitor is een spinnensoort in de taxonomische indeling van de kamspinnen (Ctenidae).
Het dier behoort tot het geslacht Africactenus. De wetenschappelijke naam van de soort werd voor het eerst geldig gepubliceerd in 2003 door Steyn & Rudy Jocqué.